# Veliko Vojlovce
Veliko Vojlovce (cyr. Велико Војловце) – wieś w Serbii, w okręgu jablanickim, w gminie Lebane. W 2011 roku liczyła 307 mieszkańców.